# Vesicularia hainanensis
Vesicularia hainanensis är en bladmossart som beskrevs av Chen Pan-chieh 1941. Vesicularia hainanensis ingår i släktet Vesicularia och familjen Hypnaceae. Inga underarter finns listade i Catalogue of Life.